# 2004年夏季奥林匹克运动会体操比赛
2004年夏季奥林匹克运动会的体操比赛分为競技体操、艺术体操和蹦床三大项。体操比赛从8月14日－23日在雅典奥林匹克体育中心的奥林匹克室内体育馆举行，来自35个国家和地区的98名男运动员和98名女运动员将参加比赛。蹦床比赛从8月20日－21日，有16名男选手和16名女选手参加。艺术体操比赛从8月26日－29日在加拉特斯奥林匹克体育馆举行，有80名运动员参加比赛。此外，8月24日在奥林匹克室内体育馆举行奥运会冠军和世界冠军的体操表演赛。

## 獎牌榜
*   主办国家/地区（希腊）
| 排名                      | 国家 / 地区               | 金牌 | 銀牌 | 銅牌 | 总计 |
| ------------------------- | ------------------------- | ---- | ---- | ---- | ---- |
| 1                         | 罗马尼亚（ROU）           | 4    | 3    | 3    | 10   |
| 2                         | 美国（USA）               | 2    | 6    | 1    | 9    |
| 3                         | 俄罗斯（RUS）             | 2    | 3    | 2    | 7    |
| 4                         | 乌克兰（UKR）             | 2    | 0    | 1    | 3    |
| 5                         | 日本（JPN）               | 1    | 1    | 2    | 4    |
| 6                         | 意大利（ITA）             | 1    | 1    | 1    | 3    |
| 7                         | 加拿大（CAN）             | 1    | 1    | 0    | 2    |
| 8                         | 中国（CHN）               | 1    | 0    | 3    | 4    |
| 9                         | 西班牙（ESP）             | 1    | 0    | 1    | 2    |
| 9                         | 德国（GER）               | 1    | 0    | 1    | 2    |
| 11                        | 法国（FRA）               | 1    | 0    | 0    | 1    |
| 11                        | 希腊（GRE）*              | 1    | 0    | 0    | 1    |
| 13                        | 保加利亚（BUL）           | 0    | 1    | 2    | 3    |
| 14                        | 韩国（KOR）               | 0    | 1    | 1    | 2    |
| 15                        | 拉脱维亚（LAT）           | 0    | 1    | 0    | 1    |
| 总计（共15个国家 / 地区） | 总计（共15个国家 / 地区） | 18   | 18   | 18   | 54   |

## 獎牌得主

### 競技體操

#### 男子
| 項目              | 金牌                                                                        | 银牌                                                                                          | 铜牌 |
| 個人全能 （詳細） | 保罗·哈姆 · 美国（USA）                                                     | 金大恩 · 韩国（KOR）                                                                          | 梁泰荣 · 韩国（KOR） |
| 團體全能 （詳細） | 日本（JPN） · 鹿岛丈博 · 水鳥壽思 · 中野大辅 · 富田洋之 · 塚原直也 · 米田功 | 美国（USA） · 贾森·加特森 · 摩根·哈姆 · 保罗·哈姆 · 布雷特·麦克卢尔 · 布莱恩·威尔逊 · 蓋德·揚 | 罗马尼亚（ROU） · 马里安·德勒古列斯库 · 达尼埃尔·波佩斯库 · 达恩·波特拉 · 勒兹万·谢拉留 · 伊万·西尔维乌·苏丘 · 马里乌斯·乌尔济克 |
| 地板體操 （詳細） | 舒菲尔特 · 加拿大（CAN）                                                    | 马里安·德勒古列斯库 · 罗马尼亚（ROU）                                                         | 约夫切夫 · 保加利亚（BUL） |
| 單槓 （詳細）     | 伊戈尔·卡西纳 · 意大利（ITA）                                               | 保罗·哈姆 · 美国（USA）                                                                       | 米田功 · 日本（JPN） |
| 雙槓 （詳細）     | 冈查罗夫 · 乌克兰（UKR）                                                    | 富田洋之 · 日本（JPN）                                                                        | 李小鹏 · 中国（CHN） |
| 鞍馬 （詳細）     | 滕海滨 · 中国（CHN）                                                        | 马里乌斯·乌尔济克 · 罗马尼亚（ROU）                                                           | 鹿岛丈博 · 日本（JPN） |
| 吊環 （詳細）     | 迪莫斯塞尼斯·坦帕科斯 · 希腊（GRE）                                         | 约夫切夫 · 保加利亚（BUL）                                                                    | 尤里·凯基 · 意大利（ITA） |
| 跳馬 （詳細）     | 德菲尔 · 西班牙（ESP）                                                      | 萨普洛内科 · 拉脱维亚（LAT）                                                                  | 马里安·德勒古列斯库 · 罗马尼亚（ROU）                                                                                            |

#### 女子
| 項目              | 金牌 | 银牌 | 铜牌 |
| 個人全能 （詳細） | 卡莱·帕特森 · 美国（USA） | 斯维特兰娜·霍尔金娜 · 俄罗斯（RUS）                                                                            | 张楠 · 中国（CHN） |
| 團體全能 （詳細） | 罗马尼亚（ROU） · 瓦娜·巴恩 · 亚历山德拉·埃雷米亚 · 克特利娜·波诺尔 · 莫妮卡·羅舒 · 尼科莱塔·达妮埃拉·绍夫罗涅 · 西尔维娅·斯特罗埃斯库 | 美国（USA） · Mohini Bhardwaj · Annia Hatch · Terin Humphrey · Courtney Kupets · Courtney McCool · 卡莱·帕特森 | 俄罗斯（RUS） · Ludmila Ezhova · 斯维特兰娜·霍尔金娜 · Maria Krioutchkova · Anna Pavlova · Elena Zamolodchikova · Natalia Ziganshina |
| 平衡木 （詳細）   | 克特利娜·波诺尔 · 罗马尼亚（ROU） | 卡莱·帕特森 · 美国（USA）                                                                                      | 亚历山德拉·埃雷米亚 · 罗马尼亚（ROU）                                                                                                |
| 自由體操 （詳細） | 克特利娜·波诺尔 · 罗马尼亚（ROU） | 尼科莱塔·达妮埃拉·绍夫罗涅 · 罗马尼亚（ROU）                                                                   | 帕特里夏·莫雷诺 · 西班牙（ESP） |
| 高低槓 （詳細）   | 埃米莉·勒佩内克 · 法国（FRA） | 休姆菲雷 · 美国（USA）                                                                                         | 库佩茨 · 美国（USA） |
| 跳馬 （詳細）     | 莫妮卡·羅舒 · 罗马尼亚（ROU） | 海奇 · 美国（USA）                                                                                             | 帕夫洛娃 · 俄罗斯（RUS） |

### 韻律體操
| 項目              | 金牌 | 银牌 | 铜牌 |
| 個人全能 （詳細） | 阿林娜·卡巴耶娃 · 俄罗斯（RUS）                                                                                            | 伊琳娜·恰奇娜 · 俄罗斯（RUS）                                                                                             | 加娜·別茲索諾娃 · 乌克兰（UKR） |
| 團體全能 （詳細） | 俄罗斯（RUS） · Olesya Belugina · Olga Glatskikh · Tatiana Kurbakova · 纳塔利娅·拉夫罗娃 · Yelena Posevina · Elena Murzina | 意大利（ITA） · 埃莉萨·布兰基 · 法布里齐娅·多塔维奥 · 马里内拉·法尔卡 · 达妮埃拉·马塞罗尼 · 埃莉萨·圣托尼 · 劳拉·韦尔尼齐 | 保加利亚（BUL） · Zhaneta Ilieva · Eleonora Kezhova · Zornitsa Marinova · Kristina Rangelova · Galina Tancheva · Vladislava Tancheva |

### 彈翻床
| 項目              | 金牌                   | 银牌                        | 铜牌                            |
| 男子個人 （詳細） | 尼基汀 · 乌克兰（UKR） | 莫斯卡伦科 · 俄罗斯（RUS）  | 亨里克·斯特赫利克 · 德国（GER） |
| 女子個人 （詳細） | 多格纳兹 · 德国（GER） | 卡伦·科伯恩 · 加拿大（CAN） | 黄珊汕 · 中国（CHN）            |